# چارنتون (لوئیزیانا)
چارنتون (به انگلیسی: Charenton) شهری در ایالت لوئیزیانا کشور ایالات متحده آمریکا است که جمعیت آن در سرشماری سال ۲۰۱۰ میلادی، ۱٬۹۰۳ نفر بوده‌است.